# Изола-делла-Скала
Изола-делла-Скала (итал. Isola della Scala) — коммуна в Италии, располагается в провинции Верона области Венеция.
Население составляет 10 497 человек, плотность населения составляет 152 чел./км². Занимает площадь 69,89 км². Почтовый индекс — 37063. Телефонный код — 045.
Покровителем коммуны почитается святой апостол Иаков Старший. Праздник ежегодно празднуется 25 июля.

## Города-побратимы
- Буденхайм, Германия (1992)